# Eivør Pálsdóttir
Eivør Pálsdóttir [ˈaivœɹ ˈpɔlsˌdœʰtːɪɹ], ou simplement appelée Eivør, née le 21 juillet 1983 à Syðrugøta (Îles Féroé), est une chanteuse, auteure-compositrice-interprète et musicienne féroïenne.
Eivør est parfois surnommée la « Björk des Féroé », davantage du fait de la proximité géographique et culturelle de ces îles avec l'Islande et de son niveau artistique que de son style proprement dit. Talent précoce, sa voix claire de soprano excelle aussi bien dans le répertoire jazz, folk, rock, pop et country que dans celui de la musique classique et sacrée. 
Elle trouve son inspiration dans les ballades traditionnelles des îles Féroé et chante principalement dans sa langue maternelle, le féroïen, mais également en anglais, danois, suédois et islandais.

## Biographie

### Enfance et Débuts (1995-2002)
Dès l'âge de 12 ans, Eivør se produit en Italie en tant que soliste avec un chœur d'hommes des îles Féroé. En 1997, à 13 ans, elle fait sa première apparition sur Sjónvarp Føroya, la télévision publique féroïenne, et remporte la même année un concours national de chant. En 1999, âgée de 15 ans, Eivør rejoint le groupe rock Clickhaze.
Un an plus tard, en 2000, elle sort son premier album solo, intitulé simplement Eivør Pálsdóttir, sur le label Tutl. C'est un mélange de ballades féroïennes accompagnées simplement à la guitare et à la basse, avec des influences jazz et des textes d’écrivains féroïens connus, qui se termine par deux chants religieux. Ceux-ci sont interprétés en danois, toutes les autres chansons sont en féroïen. Plusieurs chansons ont été écrites par Eivør. Dès ce moment, elle devient artiste professionnelle.
En 2001, elle remporte avec Clickhaze le concours national des groupes des îles Féroé (Prix Føroyar). En 2002, Eivør part étudier la musique (classique et jazz) à Reykjavik. Le mentor de la scène musicale des îles Féroé, Kristian Blak, l'invite à devenir la chanteuse du groupe de jazz Yggdrasil, qui vient juste de sortir son premier album.
Déjà reconnue comme artiste de jazz, elle sort à l'été 2002 un album rock avec Clickhaze, démontrant ainsi son vaste registre. Sa tournée avec Clickhaze aux îles Féroé, en Suède, au Danemark (Festival de Roskilde), en Islande et au Groenland remporte un grand succès.

### Début de reconnaissance (2003-2009)
Après son deuxième album solo, Krákan, l'événement peut-être le plus important de sa jeune carrière est, en 2003, sa nomination aux Icelandic Music Awards dans pas moins de trois catégories. Elle reçoit les récompenses de meilleure chanteuse et meilleure performance - des titres normalement uniquement décernés à des artistes islandais.

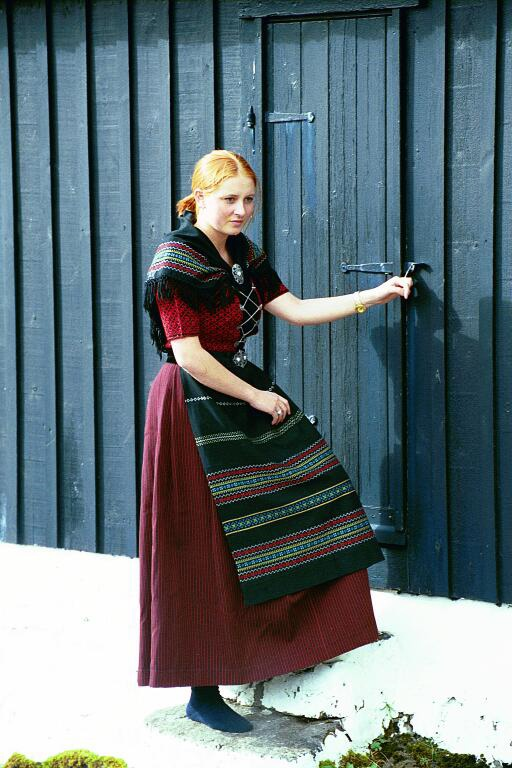
Eivør posant en búni, costume traditionnel féroïen.

Grâce à sa formation vocale classique, Eivør se produit également avec l’Orchestre Symphonique des Îles Féroé et en 2004, comme soliste dans l’opéra Firra de Kristian Blak.
Son album suivant, Eivør, paru en novembre 2004, avec le Canadien Bill Bourne, réalise les meilleures ventes jamais réalisées d’un album des îles Féroé aux États-Unis et au Canada. L’accompagnement de Bill à la guitare acoustique donne à l’ensemble un côté country très réussi, avec plusieurs chansons d’Eivør en féroïen. L’album est de nouveau dans les meilleures ventes en Islande et nommé pour les Icelandic Music Awards – en même temps qu’un album de Björk. Lors de la cérémonie de remise des prix le 2 février 2005 à Reykjavík, ni Eivør, ni Björk ne sont toutefois récompensées.
Le 9 février 2005, Eivør est nommée Féroïenne de l'année 2004 (Ársins Føroyingur 2004) « pour avoir par ses chansons, placé de la manière la plus positive qui soit, les îles Féroé sur la carte du monde ». Elle est la première personne des Féroé à porter ce titre.
Le 7 mars 2005, le Big Band de la Radio Danoise sort, pour son 40e anniversaire, l’album Trøllabundin. Tous les titres de ce CD sont écrits et chantés par Eivør. Le 16 juin 2005, elle est une fois de plus récompensée en Islande par le Prix National du Théâtre Grima pour ses compositions et sa prestation dans la pièce Úlfhamssaga, basée sur les sagas nordiques.
Le cinquième album d’Eivør, Human Child, produit par Dónal Lunny est publié le 18 juillet 2007 en anglais, et aux îles Féroé dans sa version féroïenne sous le titre Mannabarn. L'album a été enregistré au cours de 2006 et début 2007 à Dublin, Irlande. La sortie a été suivie d'une tournée en Irlande durant l'été 2007. Elle donne des concerts ou participe à des festivals dans la plupart des pays européens, en Amérique du Nord et en septembre 2007, au Japon.
Fin janvier 2009, elle s'est produite à Hawaï avec son guitariste attitré, Benjamin Petersen, le saxophoniste estonien Villu Veski, des musiciens hawaïens et finlandais et le Hawaiian Kona Music Society Choir.
Deux tournées (en Islande, du 3 au 9 avril et au Canada, du 25 juillet au 9 août), plusieurs concerts au Danemark (entre autres avec le groupe Orka), aux îles Féroé, en Allemagne, en Pologne, en Autriche, au Japon (avec le groupe d'avant-garde finlandais Alamaailman Vasarat) ont été, entre autres, au programme de l'année 2009. Un album d'enregistrements publics réalisés lors de ses concerts à travers le monde, Eivör Live, est paru chez Tutl (le 10 novembre 2009 en Islande et le 12 novembre 2009 aux Îles Féroé). Le 27 décembre 2009, Eivør a été nommée « chanteuse de l'année » lors des Planet Awards des Îles Féroé.

### Confirmation (Depuis 2010)

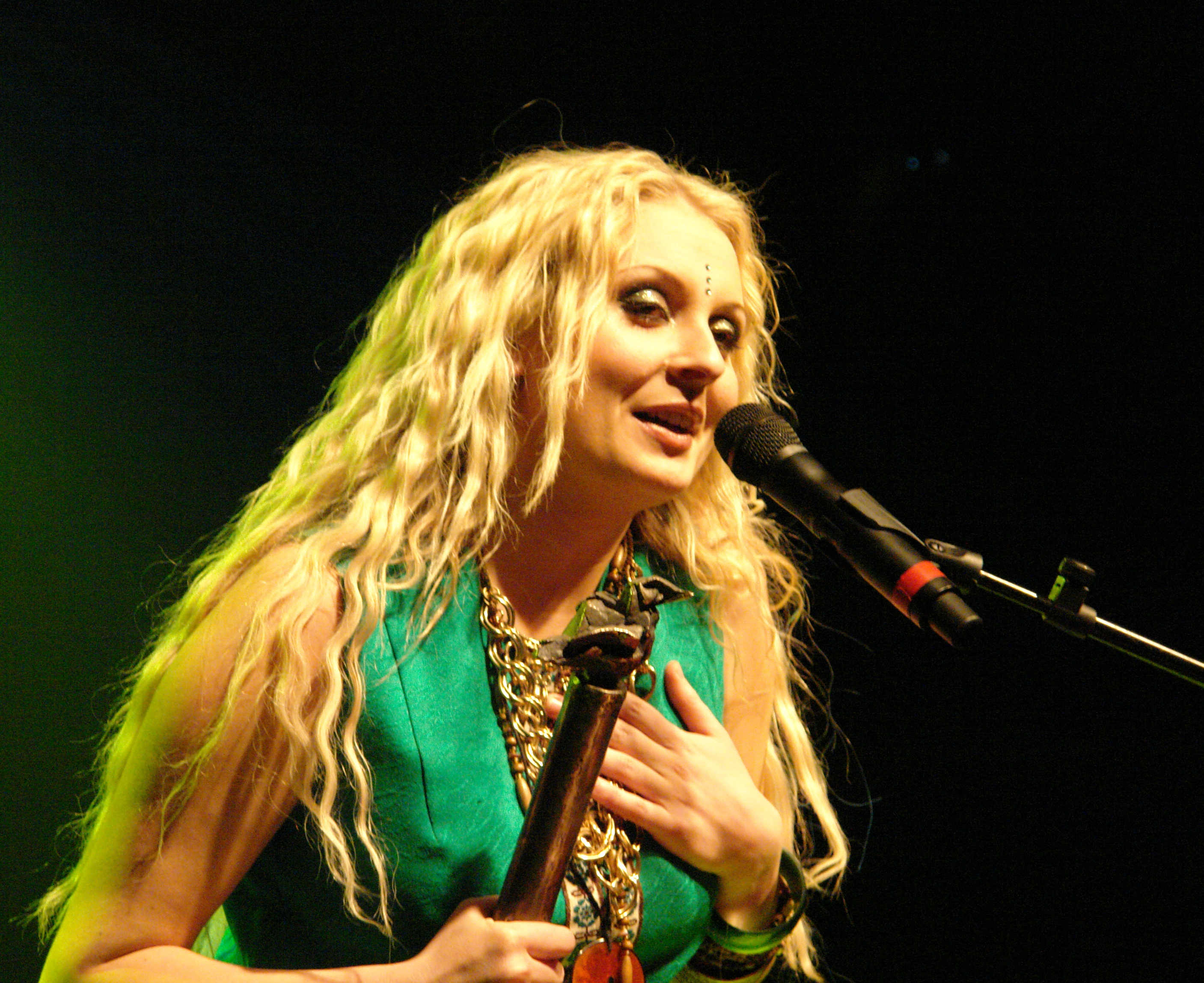
Eivør en concert à Tønder en 2006.

#### Undo Your MindetLarva(2010-2012)
Le début de l'année 2010 est marqué par de nouvelles expériences musicales. En mars, Eivør participe à la tournée du groupe de rock danois Nephew. Son nouvel EP Undo Your Mind, paru sur le label Copenhagen Records est disponible en téléchargement sur les services de musique en ligne depuis le 5 mars 2010. Après une tournée de 9 villes au Danemark en avril, Eivør rejoint le groupe norvégien Vamp pour deux concerts au Rockefeller Music Hall à Oslo (29 et 30 avril 2010) avec le Norwegian Broadcasting Symphony Orchestra. Ces concerts enregistrés sont parus en CD et DVD le 25 octobre 2010, sous le titre I full symfoni II.

Le nouvel album d'Eivør intitulé Larva est lancé le 12 mai 2010, lors d'un concert au Théâtre de Tórshavn (Sjónleikarhúsið í Havn). Certaines nouvelles chansons font appel à des arrangements du compositeur classique féroïen Tróndur Bogason, et sont accompagnées notamment par l'ensemble musical islandais Caput, l'ensemble vocal féroïen Mpiri et un chœur d'enfants de Gøta, la ville natale d'Eivør. Elle enchaîne ensuite une série de concerts aux Îles Féroé et en Islande, puis rejoint le Canada début juin. Elle tient le rôle de Marilyn Monroe dans un nouvel opéra du compositeur britannique Gavin Bryars sur les derniers jours de la célèbre actrice américaine. L'opéra, inspiré du recueil de poèmes Anyone can see I love you de la Canadienne Marilyn Bowering, a été présenté en première au Margaret Greenham Theatre de Banff (Alberta) le 12 juin 2010.

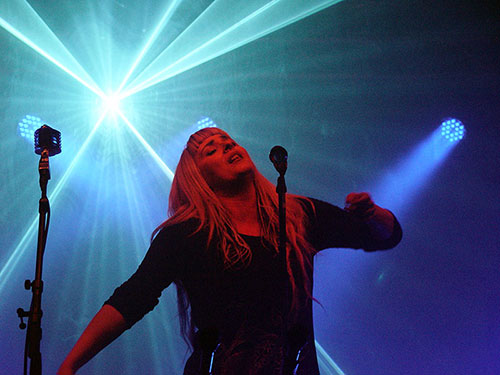
Eivør Pálsdóttir en concert à l'Atlas à Aarhus (Danemark) en 2015.

Eivør participe le 6 août au festival Urkult à Näsåker (Suède) et le 27 août au festival folk de Tønder, puis reprend les concerts en septembre, d'abord à Hambourg puis au Danemark, où l'album Larva est enfin disponible le 4 octobre (dans une version légèrement différente de celle sortie aux Féroé). Le 8 octobre, elle fait partie du spectacle Man on stage présenté par Budam en avant-première du festival Les Boréales à Caen. Fin octobre, elle est en tournée en Norvège avec Vamp et le Kringkastingsorkestret, l'Orchestre de la radio norvégienne (12 concerts sur 9 dates, 30 000 spectateurs), et se produit à nouveau en novembre au Danemark et en décembre en Islande.
En 2011, après une mini-tournée en Autriche fin janvier, elle se produit au Danemark en première partie des concerts de Teitur. Après le décès brutal de son père survenu le 8 février, elle repart en tournée en Islande, en duo avec le bassiste Mikael Blak, puis en Norvège avec le groupe Vamp. Le 18 mars à Copenhague, six ans après la sortie de l’album Trøllabundin, elle chante à nouveau avec le DR Big Band, l’orchestre de jazz de la Radio Danoise.

#### DeRoomàSlør(Depuis 2012)

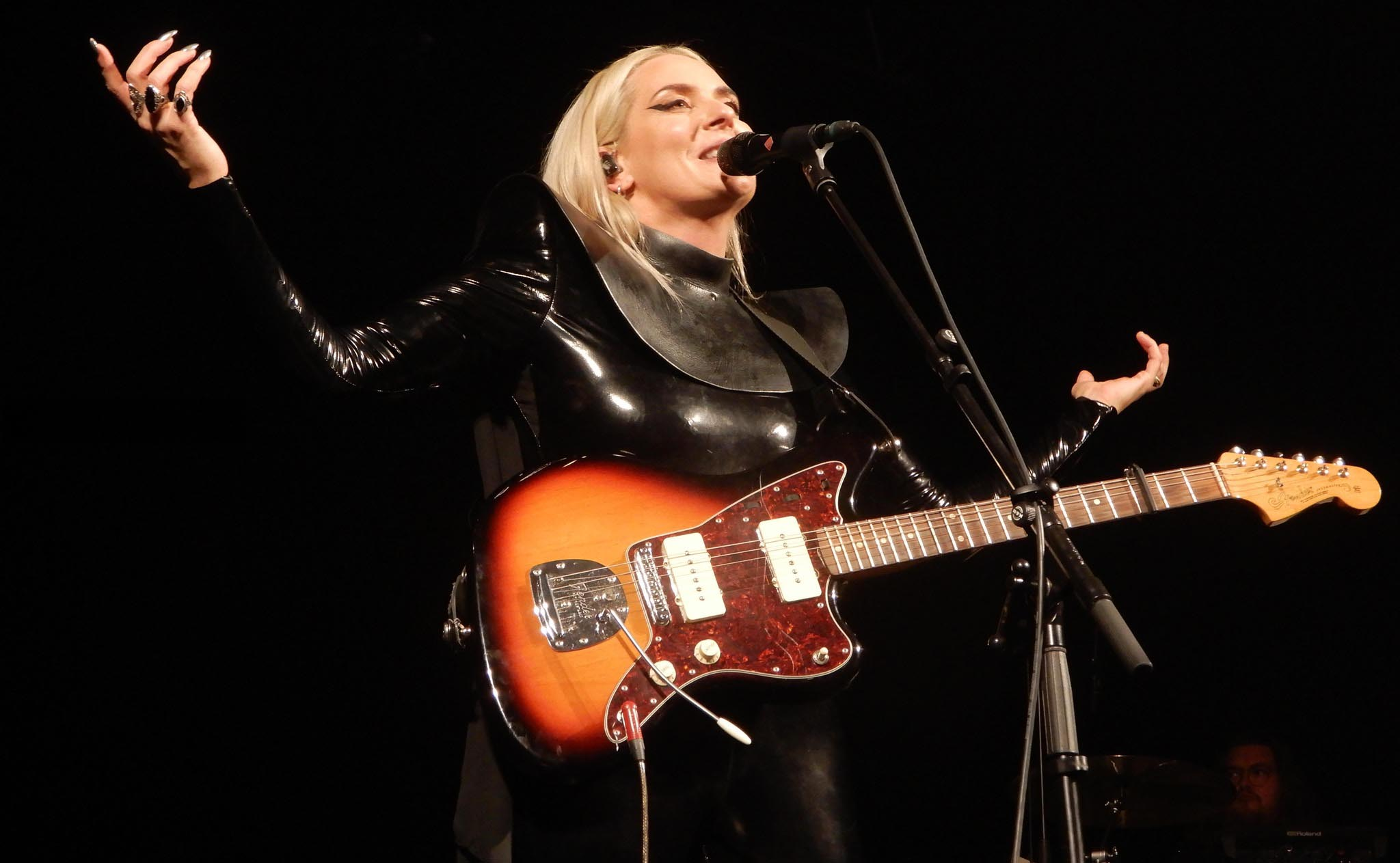
Eivør au Trianon de Paris en octobre 2024.

Le 10 octobre 2012, elle publie l'album "Room" en hommage à son père décédé l'année précédente. L'opus évoque des thèmes comme le chagrin, la perte ou bien l'amour. Il est alors produit par Tróndur Bogason et est enregistré au Studio Bloch de Tórshavn. L'album est suivi par "Bridges", publié le 13 mars 2015. Cet album intègre pour la première fois des éléments folk combinés à la musique électronique. Elle utilisera les mêmes éléments pour l'album "Slør", sorti le 16 octobre 2015. La même année, elle est choisie pour composer la musique de la série TV The Last Kingdom.

En 2016, Eivør Pálsdottir a été choisie par Sony Computer Entertainment pour interpréter le thème principal du nouveau God of War, sorti le 20 avril 2018.
En 2019, elle interprète un des titres de l'album Orchestra de Worakls.

## Technique
Elle est connue pour utiliser une technique du chant de gorge, notamment dans son titre Trøllabundin et dans la bande originale de la série The Last Kingdom.

## Discographie

### En collaboration avec divers artistes/groupes

#### Avec Clickhase
- 2002 : Clickhaze EP (Tutl)

#### Avec Yggdrasil
- 2002 : Yggdrasil (Tutl)
- 2004 : Yggdrasil - Live in Rudolstadt (Tutl)

#### Avec le Big Band de la Radio danoise
- 2005 : Trøllabundin (Cope Records)

#### Avec Vamp et l'Orchestre de la Radio Norvégienne
- 2010 : I full symfoni II - med Kringkastingsorkestret (Major Studio)

#### Avec Lennart Ginman
- 2014 : The Color of Dark (Columbia Records / Sony Music)

#### Avec le Danish National Vocal Ensemble et le Big Band de la Radio danoise
- 2016 : At the Heart of a Selkie (Tutl)

#### Avec Worakls
- 2019: Red Dressed sur l'album Orchestra (Hungry Music)

### En solo

#### Albums studio
- 2000 : Eivør Pálsdóttir (Tutl)
- 2003 : Krákan (12 Tónar)
- 2004 : Eivør (12 Tónar)
- 2007 : Mannabarn / Human Child (RecArt Music)
- 2010 : Larva (Tutl et Copenhagen Records)
- 2012 : Room (Tutl)
- 2015 : Bridges (Tutl)
- 2015 : Slør (Tutl)
- 2017 : Slør - version anglaise (Tutl)
- 2020 : Segl
- 2024 : Enn

#### Albums live
- 2009 : Eivör Live (Tutl)
- 2018 : Eivør Live in Tórshavn (Tutl)
- 2021 : Segl Live in Concert[10] (Nordic House, Faroe Islands)

#### EP
- 2010 : Eivør EP (Undo Your Mind) (Copenhagen Records)
- 2017 : London Solo Sessions (A&G Records)

#### Bandes-originales
- 2015 : The Last Kingdom (série tv) – composée avec John Lunn
- 2018 : God of War (jeu vidéo) – voix et percussions (composée par Bear McCreary)
- 2022 : God of War: Ragnarök (jeu vidéo) – voix et percussions (composée par Bear McCreary)
- 2023 : The Last Kingdom : Sept rois doivent mourir (The Last Kingdom: Seven Kings Must Die) d'Edward Bazalgette

## Filmographie
- 2005 : Gargandi snilld / Screaming masterpiece (avec entre autres Eivør et Björk) : Documentaire d'Ari Alexander Ergis Magnússon sur la scène musicale islandaise (Ergis Filmproduction et Zik Zak Films / Palomar Pictures)
- 2005 : The Tübingen Concert : concert enregistré le 1er avril 2005 dans le cadre du programme "Kunst und Kultur am Klinikum" à l'Hôpital Universitaire de Tübingen (Allemagne)